# Temporada da NBA de 1954–55
A temporada da NBA de 1954-55 foi a nona temporada da National Basketball Association. O vencedor foi o Syracuse Nationals, derrotando o Fort Wayne Pistons na final por 4 a 3.

## Resultado final

### Divisão Leste
| Time                  | V  | D  | %    | GB |
| --------------------- | -- | -- | ---- | -- |
| Syracuse Nationals C  | 43 | 29 | .597 | -  |
| New York Knicks       | 38 | 34 | .528 | 5  |
| Boston Celtics        | 36 | 36 | .500 | 7  |
| Philadelphia Warriors | 33 | 39 | .458 | 10 |

### Divisão Oeste
| Time               | V  | D  | %    | GB |
| ------------------ | -- | -- | ---- | -- |
| Fort Wayne Pistons | 43 | 29 | .597 | -  |
| Minneapolis Lakers | 40 | 32 | .556 | 3  |
| Rochester Royals   | 29 | 43 | .403 | 14 |
| Milwaukee Hawks    | 26 | 46 | .361 | 17 |

C - campeão da NBA

## Líderes das estatísticas
| Categoria    | Jogador       | Time                  | Feito |
| ------------ | ------------- | --------------------- | ----- |
| Pontos       | Neil Johnston | Philadelphia Warriors | 1,631 |
| Rebotes      | Neil Johnston | Philadelphia Warriors | 1,085 |
| Assistências | Bob Cousy     | Boston Celtics        | 557   |
| FG%          | Larry Foust   | Fort Wayne Pistons    | 48.7  |
| FT%          | Bill Sharman  | Boston Celtics        | 89.7  |

## Prêmios
- Primeiro Time All-NBA:
  - Neil Johnston, Philadelphia Warriors
  - Dolph Schayes, Syracuse Nationals
  - Bob Cousy, Boston Celtics
  - Bob Pettit, Milwaukee Hawks
  - Larry Foust, Fort Wayne Pistons
- Revelação do Ano: Bob Pettit, Milwaukee Hawks